# Caroline Faindt
Caroline Faindt, née le 12 octobre 1981 à Montbéliard, est une artiste peintre française.

## Biographie
Après un passage dans une école de théâtre, de chant et de danse, elle s’essaie tour à tour à la comédie, aux chroniques dans les médias... Elle travaille également dans l’audiovisuel, les cosmétiques et l’évènementiel.
Mais c’est en 2004, lors d'une visite au salon d’art contemporain St'art à Strasbourg que naît sa vocation.
Au fil des années, des galeristes, des hôtels de luxe, des cabinets de design, des décorateurs, des architectes lui font confiance et présentent ses œuvres en France et à l'étranger.
En octobre 2015, elle présente 250 petites toiles lors de la soirée d’inauguration de la FIAC à Paris dans le cadre d’un partenariat avec la société Orange.
Caroline Faindt collabore régulièrement avec des marques. En 2017, elle dessine une ligne de bijoux autour de son symbole, la clé, pour la marque de joaillerie Gringoire. En 2018, elle collabore avec la marque Lefranc Bourgeois et performe pendant deux jours aux Beaux-Arts de Paris en peignant en direct devant les visiteurs. En septembre 2020, elle signe une ligne de maillots de bain pour la marque Poolday.
Elle aime aussi imaginer des projets participatifs afin de rendre l’art accessible à tous.
En 2016, elle crée la « boîte à couleurs », une boîte fabriquée avec ses toiles dans laquelle elle invite des anonymes, des célébrités à venir prendre la pose. Pas plus grande que les cabines de photographies de notre enfance où l’on posait derrière le rideau, la boîte à couleurs est composée de plusieurs toiles de l’artiste. Un arrière-plan lumineux et universel où chacun y pose comme il est. Avec son costume, son uniforme de travail ou son jeans, ses kilos en trop, ses soucis et ses espoirs. Le but : venir dire je t’aime en couleurs, à son conjoint, ses enfants, son métier, son pays... Elle a ainsi déjà "mis en boîte" plus de 300 personnes et continue à inviter les gens à venir poser dans sa boîte à couleurs.
De 2019 à 2022, elle est invitée chaque année en résidence artistique à la Villa Fontaine d'Antibes, mise à disposition des artistes par la ville pour créer et s'inspirer de la région.
En 2021, pendant le confinement, elle imagine une exposition virtuelle « Les clés du monde » qu’elle diffuse sur les réseaux sociaux afin de pouvoir continuer à partager son art.
En 2022 elle relève le pari de faire peindre 100 champions, toutes disciplines confondues, des champions du monde, médaillés olympiques  afin de créer une grande œuvre collective. Parmi eux Lilian Thuram, le prince Albert de Monaco, Martin Fourcade, Florent Manaudou et bien d’autres,,,,.

## Son œuvre
Si Caroline Faindt explore régulièrement de nouveaux thèmes, de nouvelles techniques, elle s’efforce depuis longtemps de peindre l’âme des choses avec l’envie qu’elles durent toujours. Elle capture un instant sur la toile, une ville, une foule qui s’unit pour mieux célébrer la vie, et tente de faire ressortir de ce moment ce qu’il a de plus beau et de meilleur, de peindre l’essentiel, de faire ressortir sa nature invisible.
Elle cherche en profondeur, touche l’intime et souhaite laisser une empreinte vivante, émouvante, des lignes vibrantes et essentielles. Dans ses peintures, on sent les cœurs qui battent, les formes et les couleurs vivre. Sa maitrise de la couleur nous fait entrevoir des horizons inattendus et inexplorés. Dans son rapport avec les couleurs il y a quelque chose d’instinctif et de très naturel.

## La clé en métal, signature de l'artiste
Dans chacune des œuvres de Caroline Faindt, une véritable clé en métal est dissimulée dans la matière et la couleur, un symbole universel devenu indissociable de ses œuvres.
Elle explique que « la peinture a été la clé qui lui a permis de se découvrir artistiquement, et de voir le monde d’une autre manière »[réf. nécessaire]. C’est donc tout naturellement que la clé est devenue sa signature.

## Quelques expositions
- Galerie Art et Maisons, Figeac, juillet-août 2018[18]
- Au Cœur des Villes, Paris, février 2019[19]
- Les Deux Girafes, Paris, avril 2019[20]
- Villa Violet, Paris, du 9 au 15 mars 2020[21]
- Maison Forte de Hautetour, Saint-Gervais-les-Bains, août-septembre 2021[22]
- Chœur à cœur, Paris, septembre 2021[23]
- Mairie du 8e arrondissement, Paris, juin 2023[24],[25]
- Musée Hansi, Colmar, septembre 2023[26],[27],[28]

## Vie personnelle
Depuis 2014, elle vit en couple avec l'acteur Zinedine Soualem.